# Simon Duerlund
Simon Duerlund Rasmussen (født 26. september 1997) er en dansk fodbolddommer, der siden 2023/2024-sæsonen har dømt i den danske Superliga. Før oprykningen til Superligaen var han dommer i 1. og 2. division.
Simon Duerlund Rasmussen havde sin debut som Superligadommer den 18. august 2023 i kampen mellem  Vejle Boldklub og FC Midtjylland.